# مجلة التغذية الكلوية
مجلة التغذية الكلوية (بالإنجليزية: Journal of Renal Nutrition)‏ هي مجلة طبية مراجعة الأقران يتم النشر كل شهرين من قبل إلزيفير نيابة عن الجمعية الدولية للتغذية الكلوية والتمثيل الغذائي [الإنجليزية] ، ومجلس التغذية الكلوية، ومؤسسة الكلى الوطنية. يتم استخراجها وفهرستها في ببمد. بحسب تقارير استشهاد المجلات، في عام 2009، لدى مجلة 1.949 من
عامل التأثير. 

## وصلات خارجية
- الموقع الرسمي
- Journal description on Elsevier website